# 藏南藤乌
藏南藤乌（学名：Aconitum elwesii）为毛茛科乌头属下的一个种。

## 扩展阅读
- 維基物種上的相關：藏南藤乌